# Volta à Suíça de 2011
A 75ª edição da Volta à Suíça disputou-se entre 11 e 19 de junho de 2011, com um percurso de 1.245,2 km distribuídos em nove etapas, com início em Lugano e final em Schaffhausen.
A corrida fez parte do UCI World Tour de 2011.
O vencedor final foi Levi Leipheimer, com apenas quatro segundos de vantagem sobre o segundo, Damiano Cunego, ao que adiantou na contrarrelógio final. Completou o pódio Steven Kruijswijk.
Nas classificações secundárias impuseram-se Peter Sagan (pontos), Andy Schleck (montanha), Lloyd Mondory (sprints) e Leopard Trek (equipas).

## Equipas participantes
Tomaram parte na corrida 20 equipas: os 18 de categoria UCI ProTeam (ao ter obrigada sua participação); mais 2 categoria Profissional Continental mediante convite da organização (Team NetApp e Team Type 1-Sanofi Aventis). Formando assim um pelotão de 160 corredores, com 8 a cada equipa, dos que acabaram 139. As equipas participantes foram:
| Equipes ProTeam (18)- Ag2r La Mondiale - Astana - BMC Racing Team - Euskaltel-Euskadi - Garmin-Cervélo - HTC-Highroad - Katusha - Lampre-ISD - Liquigas-Cannondale - Movistar Team - Omega Pharma-Lotto - Quick Step Cycling Team - Rabobank - Team RadioShack - Saxo Bank-Sungard - Sky ProCycling - Vacansoleil-DCM - Leopard-Trek Equipes profissionais Continentais (2)- NetApp - Team Type 1-Sanofi Aventis |
| |

## Etapas

### Etapa 1.11 de junhode2011.Lugano-Lugano, 7,3km (CRI)
|   | Ciclista           | Equipa              | Tempo  |
| - | ------------------ | ------------------- | ------ |
| 1 | Fabian Cancellara  | Leopard Trek        | 9' 42" |
| 2 | Tejay van Garderen | HTC-Highroad        | + 9"   |
| 3 | Peter Sagan        | Liquigas-Cannondale | + 17"  |
| 4 | Gustav Larsson     | Saxo Bank Sungard   | m.t.   |
| 5 | Andreas Klöden     | RadioShack          | + 18"  |

|   | Ciclista           | Equipa              | Tempo  |
| - | ------------------ | ------------------- | ------ |
| 1 | Fabian Cancellara  | Leopard Trek        | 9' 42" |
| 2 | Tejay van Garderen | HTC-Highroad        | + 9"   |
| 3 | Peter Sagan        | Liquigas-Cannondale | + 17"  |
| 4 | Gustav Larsson     | Saxo Bank Sungard   | m.t.   |
| 5 | Andreas Klöden     | RadioShack          | + 18"  |

### Etapa 2.12 de junhode2011.Airolo-Crans-Montana, 147,8km
|   | Ciclista       | Equipa       | Tempo      |
| - | -------------- | ------------ | ---------- |
| 1 | Mauricio Soler | Movistar     | 4h 23' 20" |
| 2 | Damiano Cunego | Lampre-ISD   | + 12"      |
| 3 | Frank Schleck  | Leopard Trek | m.t.       |
| 4 | Danilo Di Luca | Katusha      | + 16"      |
| 5 | Bauke Mollema  | Rabobank     | + 18"      |

|   | Ciclista           | Equipa       | Tempo      |
| - | ------------------ | ------------ | ---------- |
| 1 | Mauricio Soler     | Movistar     | 4h 33' 19" |
| 2 | Damiano Cunego     | Lampre-ISD   | + 16"      |
| 3 | Bauke Mollema      | Rabobank     | + 22"      |
| 4 | Tejay van Garderen | HTC-Highroad | + 27"      |
| 5 | Frank Schleck      | Leopard Trek | + 31"      |

### Etapa 3.13 de junhode2011.Brig-Glis-Grindelwald, 107,6km
|   | Ciclista         | Equipa              | Tempo      |
| - | ---------------- | ------------------- | ---------- |
| 1 | Peter Sagan      | Liquigas-Cannondale | 3h 09' 47" |
| 2 | Damiano Cunego   | Lampre-ISD          | m.t.       |
| 3 | Jakob Fuglsang   | Leopard Trek        | + 21"      |
| 4 | Laurens Ten Dam  | Rabobank            | m.t.       |
| 5 | Giampaolo Caruso | Katusha             | + 48"      |

|   | Ciclista           | Equipa        | Tempo      |
| - | ------------------ | ------------- | ---------- |
| 1 | Damiano Cunego     | Lampre-ISD    | 7h 43' 16" |
| 2 | Mauricio Soler     | Movistar Team | + 54"      |
| 3 | Bauke Mollema      | Rabobank      | + 1' 16"   |
| 4 | Laurens Ten Dam    | Rabobank      | + 1' 19"   |
| 5 | Tejay van Garderen | HTC-Highroad  | + 1' 21"   |

### Etapa 4.14 de junhode2011.Grindelwald-Huttwil, 198,4km
|   | Ciclista           | Equipa              | Tempo      |
| - | ------------------ | ------------------- | ---------- |
| 1 | Thor Hushovd       | Garmin-Cervélo      | 4h 46' 05" |
| 2 | Peter Sagan        | Liquigas-Cannondale | m.t.       |
| 3 | Marco Marcato      | Vacansoleil-DCM     | + 2"       |
| 4 | José Joaquín Rojas | Movistar            | m.t.       |
| 5 | Óscar Freire       | Rabobank            | m.t.       |

|   | Ciclista           | Equipa        | Tempo       |
| - | ------------------ | ------------- | ----------- |
| 1 | Damiano Cunego     | Lampre-ISD    | 12h 29' 23" |
| 2 | Mauricio Soler     | Movistar Team | + 54"       |
| 3 | Bauke Mollema      | Rabobank      | + 1' 16"    |
| 4 | Laurens Ten Dam    | Rabobank      | + 1' 19"    |
| 5 | Tejay van Garderen | HTC-Highroad  | + 1' 21"    |

### Etapa 5.15 de junhode2011.Huttwil-Tobel-Tägerschen, 204,2km
|   | Ciclista           | Equipa              | Tempo       |
| - | ------------------ | ------------------- | ----------- |
| 1 | Borut Božič        | Vacansoleil-DCM     | 04h 44' 48" |
| 2 | Óscar Freire       | Rabobank            | m.t.        |
| 3 | Peter Sagan        | Liquigas-Cannondale | m.t.        |
| 4 | Tejay van Garderen | HTC-Highroad        | m.t.        |
| 5 | José Joaquín Rojas | Movistar            | m.t.        |

|   | Ciclista           | Equipa       | Tempo       |
| - | ------------------ | ------------ | ----------- |
| 1 | Damiano Cunego     | Lampre-ISD   | 17h 14' 11" |
| 2 | Mauricio Soler     | Movistar     | + 54"       |
| 3 | Bauke Mollema      | Rabobank     | + 1' 16"    |
| 4 | Laurens Tenm Dam   | Rabobank     | + 1' 19"    |
| 5 | Tejay van Garderen | HTC-Highroad | + 1' 21"    |

### Etapa 6.16 de junhode2011.Tobel-Tägerschen-Triesenberg/Malbun, 157,7km
Nota: Ver Acidente de Mauricio Soler

|   | Ciclista          | Equipa     | Tempo      |
| - | ----------------- | ---------- | ---------- |
| 1 | Steven Kruijswijk | Rabobank   | 4h 12' 03" |
| 2 | Levi Leipheimer   | RadioShack | + 9"       |
| 3 | Damiano Cunego    | Lampre-ISD | + 18"      |
| 4 | Bauke Mollema     | Rabobank   | + 21"      |
| 5 | Giampaolo Caruso  | Katusha    | + 21"      |

|   | Ciclista          | Equipa       | Tempo       |
| - | ----------------- | ------------ | ----------- |
| 1 | Damiano Cunego    | Lampre-ISD   | 21h 26' 28" |
| 2 | Bauke Mollema     | Rabobank     | + 1' 23"    |
| 3 | Steven Kruijswijk | Rabobank     | + 1' 36"    |
| 4 | Fränk Schleck     | Leopard Trek | + 1' 41"    |
| 5 | Levi Leipheimer   | RadioShack   | + 1' 59"    |

### Etapa 7.17 de junhode2011.Savognin-Wetzikon, 204,1km
|   | Ciclista             | Equipa          | Tempo      |
| - | -------------------- | --------------- | ---------- |
| 1 | Thomas De Gendt      | Vacansoleil-DCM | 5h 38' 42" |
| 2 | Andy Schleck         | Leopard Trek    | + 35"      |
| 3 | José Joaquín Rojas   | Movistar        | + 48"      |
| 4 | Christian Vandevelde | Garmin-Cervélo  | + 51"      |
| 5 | Alberto Losada       | Katusha         | + 54"      |

|   | Ciclista          | Equipa       | Tempo       |
| - | ----------------- | ------------ | ----------- |
| 1 | Damiano Cunego    | Lampre-ISD   | 27h 09' 49" |
| 2 | Bauke Mollema     | Rabobank     | + 1' 23"    |
| 3 | Steven Kruijswijk | Rabobank     | + 1' 36"    |
| 4 | Fränk Schleck     | Leopard Trek | + 1' 41"    |
| 5 | Levi Leipheimer   | RadioShack   | + 1' 59"    |

### Etapa 8.18 de junhode2011.Tübach-Schaffhausen, 167,3km
|   | Ciclista                  | Equipa              | Tempo      |
| - | ------------------------- | ------------------- | ---------- |
| 1 | Peter Sagan               | Liquigas-Cannondale | 3h 52' 00" |
| 2 | Matthew Goss              | HTC-Highroad        | m.t.       |
| 3 | Ben Swift                 | Sky                 | m.t.       |
| 4 | Koldo Fernández de Larrea | Euskaltel-Euskadi   | m.t.       |
| 5 | Thor Hushovd              | Garmin-Cervélo      | m.t.       |

|   | Ciclista          | Equipa       | Tempo       |
| - | ----------------- | ------------ | ----------- |
| 1 | Damiano Cunego    | Lampre-ISD   | 31h 01' 49" |
| 2 | Steven Kruijswijk | Rabobank     | + 1' 36"    |
| 3 | Fränk Schleck     | Leopard Trek | + 1' 41"    |
| 4 | Levi Leipheimer   | RadioShack   | + 1' 59"    |
| 5 | Bauke Mollema     | Rabobank     | + 2' 11"    |

### Etapa 9.19 de junhode2011.Schaffhausen-Schaffhausen, 32,1km (CRI)
|   | Ciclista          | Equipa         | Tempo   |
| - | ----------------- | -------------- | ------- |
| 1 | Fabian Cancellara | Leopard Trek   | 41' 01" |
| 2 | Andreas Klöden    | RadioShack     | + 9"    |
| 3 | Levi Leipheimer   | RadioShack     | + 13"   |
| 4 | Nélson Oliveira   | RadioShack     | + 25"   |
| 5 | Tom Danielson     | Garmin-Cervélo | + 38"   |

|   | Ciclista          | Equipa       | Tempo       |
| - | ----------------- | ------------ | ----------- |
| 1 | Levi Leipheimer   | RadioShack   | 31h 45' 02" |
| 2 | Damiano Cunego    | Lampre-ISD   | + 4"        |
| 3 | Steven Kruijswijk | Rabobank     | + 1' 02"    |
| 4 | Jakob Fuglsang    | Leopard Trek | + 1' 10"    |
| 5 | Bauke Mollema     | Rabobank     | + 2' 05"    |

## Classificações

### Classificación general
| Posição | Ciclista          | Equipa         | Tempo       |
| ------- | ----------------- | -------------- | ----------- |
|         | Levi Leipheimer   | RadioShack     | 31h 45' 02" |
| 2       | Damiano Cunego    | Lampre-ISD     | + 4"        |
| 3       | Steven Kruijswijk | Rabobank       | + 1' 02"    |
| 4       | Jakob Fuglsang    | Leopard Trek   | + 1' 10"    |
| 5       | Bauke Mollema     | Rabobank       | + 2' 05"    |
| 6       | Mathias Frank     | BMC Racing     | + 2' 24"    |
| 7       | Fränk Schleck     | Leopard Trek   | + 2' 35"    |
| 8       | Laurens Ten Dam   | Rabobank       | + 3' 11"    |
| 9       | Tom Danielson     | Garmin-Cervélo | + 3' 17"    |
| 10      | Maxime Monfort    | Leopard Trek   | + 4' 12"    |

### Classificação por pontos
| Posição | Ciclista           | Equipa              | Pontos |
| ------- | ------------------ | ------------------- | ------ |
|         | Peter Sagan        | Liquigas-Cannondale | 86     |
| 2       | José Joaquín Rojas | Movistar            | 50     |
| 3       | Tejay van Garderen | HTC-Highroad        | 44     |
| 4       | Damiano Cunego     | Lampre-ISD          | 39     |
| 5       | Thor Hushovd       | Garmin-Cervélo      | 36     |

### Classificação da montanha
| Posição | Ciclista             | Equipa         | Pontos |
| ------- | -------------------- | -------------- | ------ |
|         | Andy Schleck         | Leopard Trek   | 44     |
| 2       | Laurens Ten Dam      | Rabobank       | 35     |
| 3       | Damiano Cunego       | Lampre-ISD     | 30     |
| 4       | Christian Vandevelde | Garmin-Cervélo | 21     |
| 5       | Steven Kruijswijk    | Rabobank       | 20     |

### Classificação dos sprints
| Posição | Ciclista         | Equipa           | Pontos |
| ------- | ---------------- | ---------------- | ------ |
|         | Lloyd Mondory    | Ag2r-La Mondiale | 27     |
| 2       | Thomas De Gendt  | Vacansoleil-DCM  | 12     |
| 3       | Sylvain Chavanel | QuickStep        | 11     |
| 4       | Luca Paolini     | Katusha          | 10     |
| 5       | Iván Gutiérrez   | Movistar         | 10     |

### Classificação por equipas
| Posição | Equipa       | Tempo       |
| ------- | ------------ | ----------- |
|         | Leopard Trek | 95h 14' 32" |
| 2       | Rabobank     | + 6' 56"    |
| 3       | Movistar     | + 23' 32"   |
| 4       | Katusha      | + 29' 59"   |
| 5       | BMC Racing   | + 38' 45"   |

## Evolução das classificações
| Etapa (Vencedor)                  | Classificação geral | Classificação por pontos | Classificação da montanha | Classificação dos sprints | Classificação por equipas |
| --------------------------------- | ------------------- | ------------------------ | ------------------------- | ------------------------- | ------------------------- |
| Etapa 1 (CRI) (Fabian Cancellara) | Fabian Cancellara   | Fabian Cancellara        | não se entregou           | não se entregou           | Leopard Trek              |
| Etapa 2 (Mauricio Soler)          | Mauricio Soler      | Tejay van Garderen       | Matti Breschel            | Lloyd Mondory             | Rabobank                  |
| Etapa 3 (Peter Sagan)             | Damiano Cunego      | Peter Sagan              | Laurens Ten Dam           | Lloyd Mondory             | Rabobank                  |
| Etapa 4 (Thor Hushovd)            | Damiano Cunego      | Peter Sagan              | Laurens Ten Dam           | Lloyd Mondory             | Rabobank                  |
| Etapa 5 (Borut Božič)             | Damiano Cunego      | Peter Sagan              | Laurens Ten Dam           | Lloyd Mondory             | Rabobank                  |
| Etapa 6 (Steven Kruijswijk)       | Damiano Cunego      | Peter Sagan              | Laurens Ten Dam           | Lloyd Mondory             | Rabobank                  |
| Etapa 7 (Thomas De Gendt)         | Damiano Cunego      | Peter Sagan              | Andy Schleck              | Lloyd Mondory             | Leopard Trek              |
| Etapa 8 (Peter Sagan)             | Damiano Cunego      | Peter Sagan              | Andy Schleck              | Lloyd Mondory             | Leopard Trek              |
| Etapa 9 (CRI) (Fabian Cancellara) | Levi Leipheimer     | Peter Sagan              | Andy Schleck              | Lloyd Mondory             | Leopard Trek              |
| Final                             | Levi Leipheimer     | Peter Sagan              | Andy Schleck              | Lloyd Mondory             | Leopard Trek              |

## Acidente de Mauricio Soler
Mauricio Soler foi posto em coma artificial depois de sofrer uma grave caída na quinta-feira 16 de junho de 2011 durante a sexta etapa da Volta à Suíça, que lhe provocou um "traumatismo craneoencefálico sério", retirando da corrida e perdendo o segundo posto. Ademais, sofre de múltiplas fracturas e hematomas. Em horas posteriores ao acidente foi induzido a estado de coma artificial.